# ジクロロ(1,3-ビス(ジフェニルホスフィノ)プロパン)ニッケル(II)
ジクロロ[1,3-ビス(ジフェニルホスフィノ)プロパン]ニッケル(II) (dichloro[1,3-bis(diphenylphosphino)propane]nickel(II)) は、化学式が NiCl2(dppp) で表される錯体である（dppp はジホスフィン；Ph2PCH2CH2CH2PPh2）。有機合成の触媒として使われる。外見は鮮やかな赤橙色の結晶粉末。

## 構造と性質
フェニル基を無視すれば理想的なC2v対称を持つ。ニッケル中心付近は平面四角形の構造である。非極性有機溶媒に溶け、反磁性である。

## 合成
2-プロパノール中で等モル量の塩化ニッケル(II)と1,3-ビス(ジフェニルホスフィノ)プロパンを結合させて合成する。
{\displaystyle {\ce {Ni(H2O)6Cl2\ + dppp -> {NiCl2(dppp)}+ 6H2O}}}

## 反応
アルキル、アルケニル、アリールおよびヘテロアリールグリニャール試薬とアリール、ヘテロアリールおよびアルケニルのハロゲン化物とを反応させる熊田・玉尾・コリューカップリングの触媒として主に使用される。ハロゲン化アリールとグリニャール試薬とのクロスカップリングでも使われる。その他、エノールエーテル、ジチオアセタールおよびビニルスルフィドからオレフィンへの変換の触媒にも使われる 。